# 西新宿五丁目站
西新宿五丁目站（日语：／ Nishi-shinjuku-gochōme eki */?）是位於日本東京都新宿區西新宿，屬於東京都交通局（都營地下鐵）大江戶線的鐵路車站。車站編號是E 29。本站的副站名為「清水橋」，站名的日語假名則長12字，是東京的地下鐵系統當中最長的車站。

## 歷史
本站是東京都廳移轉至新宿區西新宿所設置的車站之一。
計劃階段的大江戶線（放射部）是規劃從光丘、練馬經中野坂上－青梅街道－新宿站的路線。之後隨著東京都廳確定遷往西新宿，本路線成為都廳的交通輸送路線。因此路線配合都廰用地重新修改成現在的中野坂上－清水橋交差點－新宿中央公園－東京都廳－新宿站。另外，最初計畫的中野坂上－青梅街道－新宿站路線後來由東京地下鐵丸之內線繼承，而在東京都廳移轉至西新宿5年後，該路線新設西新宿站。

### 年表
- 1997年（平成9年）12月19日：都營12號線西新宿五丁目站開業[1]。
- 2000年（平成12年）4月20日：都營12號線改稱大江戶線。
- 2013年（平成25年）4月27日：月台門啟用。至此，都營大江戶線所有車站完成月台門設置。

## 車站構造
島式月台1面2線的地下車站。

### 月台配置
| 月台 | 路線     | 目的地                                   |
| ---- | -------- | ---------------------------------------- |
| 1    | 大江戶線 | 都廳前、六本木、（都廳前轉乘）飯田橋方向 |
| 2    | 大江戶線 | 練馬、光丘方向                           |

（來源：都營地下鐵:車站構內圖 （页面存档备份，存于））

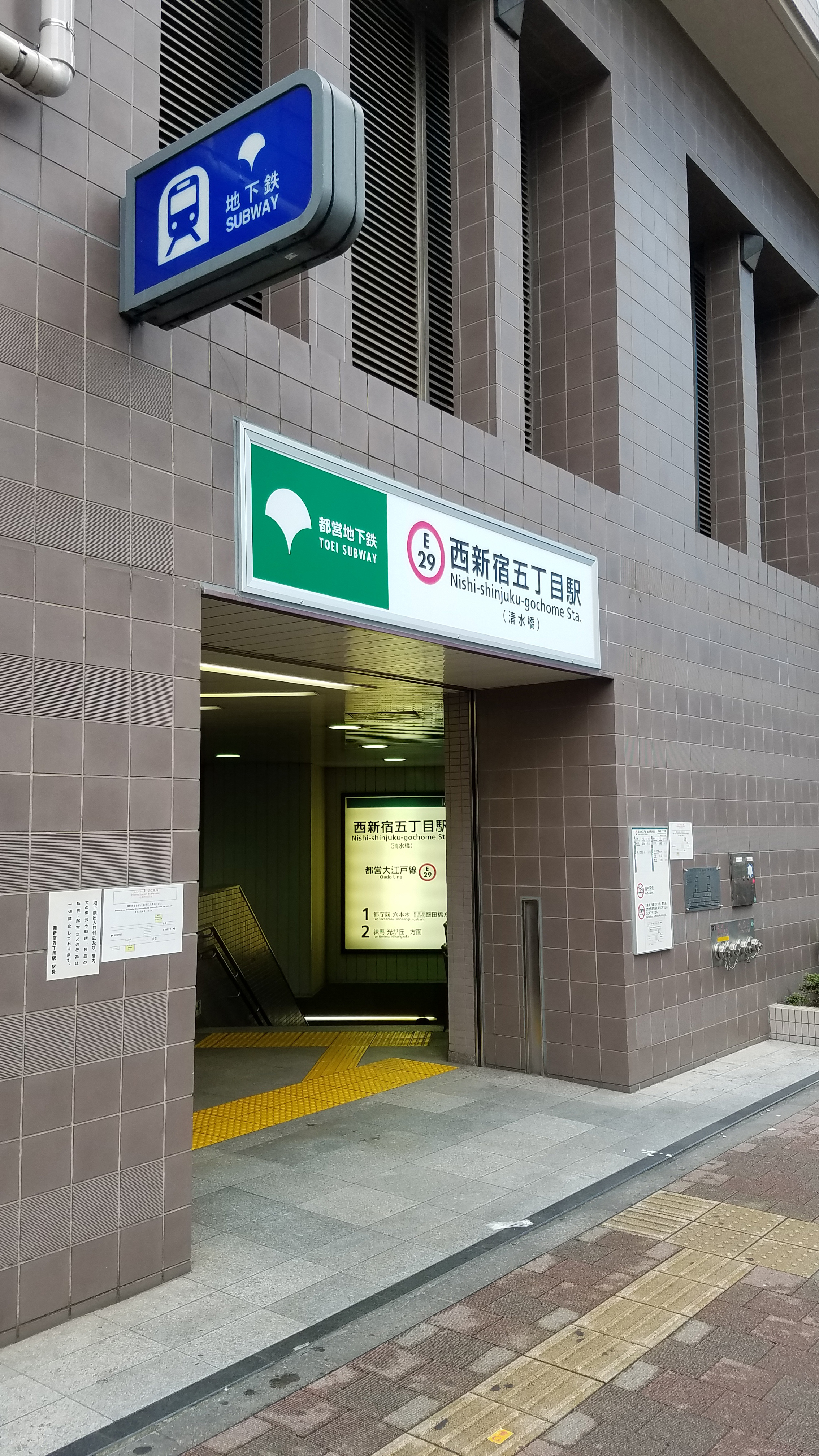
A2出入口
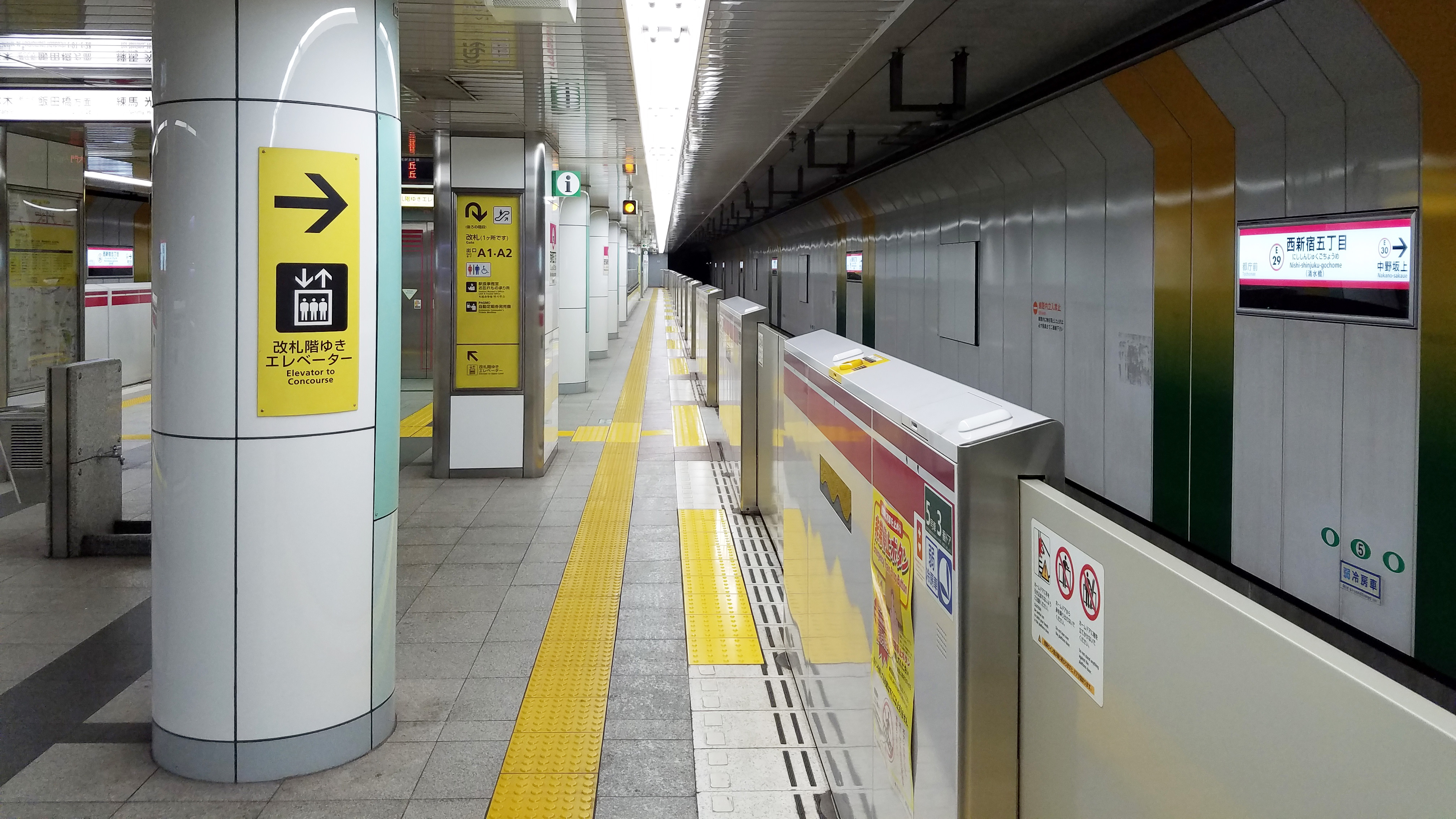
月台（2017年8月31日）

## 利用狀況
2017年度1日平均上下車人次為33,348人（上車人次17,039人、下車人次16,309人）。
開業以來1日平均上車人次變化如下表。
| 年度               | 1日平均 上下車人次 | 1日平均 上車人次 | 來源     |
| ------------------ | ------------------ | ---------------- | -------- |
| 1997年（平成09年） |                    | 2,146            | [ * 1 ]  |
| 1998年（平成10年） |                    | 2,847            | [ * 2 ]  |
| 1999年（平成11年） |                    | 3,410            | [ * 3 ]  |
| 2000年（平成12年） | 10,210             | 4,860            | [ * 4 ]  |
| 2001年（平成13年） | 14,986             | 7,497            | [ * 5 ]  |
| 2002年（平成14年） | 17,225             | 8,661            | [ * 6 ]  |
| 2003年（平成15年） | 18,909             | 9,426            | [ * 7 ]  |
| 2004年（平成16年） | 19,759             | 9,945            | [ * 8 ]  |
| 2005年（平成17年） | 20,579             | 10,411           | [ * 9 ]  |
| 2006年（平成18年） | 21,014             | 10,641           | [ * 10 ] |
| 2007年（平成19年） | 22,805             | 11,601           | [ * 11 ] |
| 2008年（平成20年） | 24,235             | 12,371           | [ * 12 ] |
| 2009年（平成21年） | 25,426             | 12,950           | [ * 13 ] |
| 2010年（平成22年） | 25,992             | 13,260           | [ * 14 ] |
| 2011年（平成23年） | 25,895             | 13,201           | [ * 15 ] |
| 2012年（平成24年） | 27,355             | 13,879           | [ * 16 ] |
| 2013年（平成25年） | 29,166             | 14,826           | [ * 17 ] |
| 2014年（平成26年） | 30,220             | 15,385           | [ * 18 ] |
| 2015年（平成27年） | 31,375             | 16,008           | [ * 19 ] |
| 2016年（平成28年） | 32,189             | 16,441           | [ * 20 ] |
| 2017年（平成29年） | 33,348             | 17,039           |          |

## 車站周邊
本站位於新宿區西新宿四丁目與五丁目交界上。周邊是辦公大樓與悠久的住宅區。另外，本地也鄰近澀谷區與中野區，A2出口至澀谷區本町三丁目僅50公尺，至中野區彌生町一丁目約300公尺左右。
- 澀谷區役所本町出張所
- 西新宿四丁目郵便局
- 電影專門大學院大學（日语：映画専門大学院大学）
- 東放學園（日语：東放学園）音響専門学校
- 東放學園電影專門學校

- STUDIO Dee（Live House）

- 東放音樂學院（★）
- 東京都交通局都營巴士澀谷自動車營業所（日语：都営バス渋谷営業所）新宿支所
- 專門學校東京アナウンス學院
- 東放學園高等專修學校
- 關東國際高等學校（日语：関東国際高等学校）
- 新宿區立新宿養護學校
- 澀谷區立澀谷本町學園（日语：渋谷区立渋谷本町学園）
- 駒嶺醫院
- 峰岸醫院
- 伊藤園本社
- 社團法人東京都自動車整備振興會
- 東急STAY（日语：東急ステイ）西新宿
- APA酒店西新宿五丁目駅タワー
- 麥當勞西新宿店
- 清水橋交差點
  - 東京都道317號環狀六號線（山手通）
  - 東京都道432號淀橋澀谷本町線（日语：東京都道432号淀橋渋谷本町線）
  - 東京都道14號新宿國立線（方南通）

### 巴士路線
- 西新宿五丁目站
  - 京王巴士東
    - <宿32> 往新宿站西口／往佼成會聖堂前（經多田小學校）
    - <宿33> 往新宿站西口／往永福町（經多田小學校、方南町站）
    - <宿35> 往新宿站西口／往佼成醫院（日语：立正佼成会附属佼成病院）（經多田小學校、佼成會聖堂前）

### 站名由來
副站名「清水橋」（副称）是來自於附近神田川支流上的橋樑名。該支流已在1964年暗渠化，現改建為步道
另外，開業前的臨時站名為十二社（じゅうにそう）。

## 相鄰車站
都營地下鐵
 大江戶線
都廳前（E 28）－西新宿五丁目（E 29）－中野坂上（E 30）

### 來源
東京都統計年鑑
1. ↑  .   [2017-06-03]. （原始内容存档于2016-03-04）.
2. ↑  東京都統計年鑑（平成10年）PDF
3. ↑  東京都統計年鑑（平成11年）PDF
4. ↑  .   [2017-06-03]. （原始内容存档于2016-03-04）.
5. ↑  .   [2017-06-03]. （原始内容存档于2016-03-04）.
6. ↑  .   [2017-06-03]. （原始内容存档于2017-07-29）.
7. ↑  .   [2017-06-03]. （原始内容存档于2017-07-29）.
8. ↑  .   [2017-06-03]. （原始内容存档于2017-07-29）.
9. ↑  .   [2017-06-03]. （原始内容存档于2017-07-29）.
10. ↑  .   [2017-06-03]. （原始内容存档于2017-07-29）.
11. ↑  .   [2017-06-03]. （原始内容存档于2017-07-29）.
12. ↑  .   [2017-06-03]. （原始内容存档于2017-07-29）.
13. ↑  .   [2017-06-03]. （原始内容存档于2016-03-26）.
14. ↑  .   [2017-06-03]. （原始内容存档于2016-03-27）.
15. ↑  .   [2017-06-03]. （原始内容存档于2016-03-25）.
16. ↑  .   [2017-06-03]. （原始内容存档于2016-03-27）.
17. ↑  .   [2017-06-03]. （原始内容存档于2016-03-22）.
18. ↑  .   [2017-06-03]. （原始内容存档于2017-07-30）.
19. ↑  .   [2017-06-03]. （原始内容存档于2018-11-09）.
20. ↑  .   [2019-02-26]. （原始内容存档于2019-05-02）.

## 外部連結
- 西新宿五丁目 - 東京都交通局